# العلاقات الفنزويلية اللاوسية
العلاقات الفنزويلية اللاوسية هي العلاقات الثنائية التي تجمع بين فنزويلا ولاوس.

## مقارنة بين البلدين
هذه مقارنة عامة ومرجعية للدولتين:
| وجه المقارنة                                              | فنزويلا                                  | لاوس        |
| --------------------------------------------------------- | ---------------------------------------- | ----------- |
| المساحة (كم2)                                             | 916.45 ألف                               | 236.80 ألف  |
| عدد السكان (نسمة)                                         | 28.87 مليون                              | 6.86 مليون  |
| الكثافة السكانية (ن./كم²)                                 | 31.5                                     | 28.97       |
| العاصمة                                                   | كاراكاس                                  | فيينتيان    |
| اللغة الرسمية                                             | اللغة الإسبانية، لغة الإشارة الفنزويلية ‏ | اللغة اللاو |
| العملة                                                    | بوليفار فنزويلي                          | كيب لاوي    |
| الناتج المحلي الإجمالي (بليون دولار)                      | 482.36 مليار                             | 16.85 مليار |
| الناتج المحلي الإجمالي (تعادل القوة الشرائية) بليون دولار |                                          | 38.71 مليار |
| الناتج المحلي الإجمالي الاسمي للفرد دولار أمريكي          |                                          | 1.82 ألف    |
| الناتج المحلي الإجمالي للفرد دولار أمريكي                 |                                          |             |
| مؤشر التنمية البشرية                                      | 0.762                                    | 0.575       |
| رمز المكالمات الدولي                                      | +58                                      | +856        |
| رمز الإنترنت                                              | .ve                                      | .la         |
| المنطقة الزمنية                                           | 00                                       | ت ع م+07:00 |

## منظمات دولية مشتركة
يشترك البلدان في عضوية مجموعة من المنظمات الدولية، منها:
| علم المنظمة | اسم المنظمة                        | تاريخ انضمام فنزويلا | تاريخ انضمام لاوس |
| ----------- | ---------------------------------- | -------------------- | ----------------- |
|             | منظمة حظر الأسلحة الكيميائية       | ?                    | ?                 |
|             | يونسكو                             | 25 نوفمبر 1946       | 9 يوليو 1951      |
|             | وكالة ضمان الاستثمار متعدد الأطراف | 9 مايو 1994          | 5 أبريل 2000      |
|             | مؤسسة التمويل الدولية              | 28 ديسمبر 1956       | 29 يناير 1992     |
|             | الأمم المتحدة                      | 15 نوفمبر 1945       | 14 ديسمبر 1955    |
|             | منظمة الشرطة الجنائية الدولية      | ?                    | ?                 |
|             | البنك الدولي للإنشاء والتعمير      | 30 ديسمبر 1946       | 5 يوليو 1961      |

## وصلات خارجية
- موقع وزارة الخارجية الفنزويلية
- موقع وزارة الخارجية اللاوسية